# Chrysosomopsis aurata
Chrysosomopsis aurata là một loài ruồi trong họ Tachinidae.